# Einar Lurås Oftebro
Einar Christian Lurås Oftebro (geboren am 6. August 1998 in Bærum) ist ein norwegischer Nordischer Kombinierer und Skispringer.

## Werdegang
Am 9. Januar 2016 gab Oftebro in Høydalsmo sein Debüt im Continental Cup der Nordischen Kombination. In dieser Wettbewerbsserie konnte er sich am 16. Dezember 2016 in Klingenthal als 26. erstmals in den Punkterängen klassifizieren. Zuvor hatte er an den Nordischen Junioren-Skiweltmeisterschaften 2016 im rumänischen Râșnov teilgenommen. Sein bestes Resultat dort war ein fünfter Platz im Teamwettkampf gemeinsam mit Lars Ivar Skårset, Petter Løset Skodjereite und Leif Torbjørn Næsvold. Ein Jahr später startete er auch bei den Junioren-Skiweltmeisterschaften 2017 im US-amerikanischen Soldier Hollow. Wie im Vorjahr erreichte er auch hier sein bestes Ergebnis im Team, diesmal zusammen mit seinem jüngeren Bruder Jens Lurås Oftebro, Kasper Moen Flatla und Skårset. 2018 ging Oftebro in Kandersteg bei seinen dritten Nordischen Junioren-Skiweltmeisterschaften an den Start. Diesmal gelang ihm der Gewinn zweier Medaillen: Zunächst gewann er am 30. Januar 2018 im Gundersen-Wettkampf von der Normalschanze mit einer sich daran anschließenden Langlaufdistanz über zehn Kilometer die Silbermedaille. Zwei Tage später erreichte er im Teamwettbewerb mit seinem Bruder, Simen Kvarstad sowie Andreas Skoglund den Bronzerang. Am 4. März 2018 debütierte er im finnischen Lahti im Weltcup der Nordischen Kombination. Seine erste Punkteplatzierung erzielte er am 24. November 2018 als Zwölfter in Ruka.
Neben seiner Laufbahn als Nordischer Kombinierer tritt Oftebro gelegentlich auch als Spezialspringer in Erscheinung. So gehörte er bei den Olympischen Jugend-Winterspielen 2016 neben Marius Lindvik und Anna Odine Strøm zum norwegischen Mixed-Team.

## Erfolge

### Continental-Cup-Siege im Einzel
| Nr. | Datum             | Ort        | Disziplin               |
| --- | ----------------- | ---------- | ----------------------- |
| 1.  | 19. Dezember 2021 | Ruka       | Gundersen Großschanze   |
| 2.  | 19. Februar 2023  | Rena       | Gundersen Großschanze   |
| 3.  | 25. Februar 2023  | Oberstdorf | Massenstart Großschanze |
| 4.  | 25. Februar 2023  | Oberstdorf | Gundersen Großschanze   |

## Statistik

### Weltcup-Platzierungen
| Saison  | Platz | Punkte |
| ------- | ----- | ------ |
| 2018/19 | 27.   | 196    |
| 2019/20 | 22.   | 165    |
| 2020/21 | 27.   | 094    |
| 2021/22 | 40.   | 035    |
| 2022/23 | 26.   | 180    |

### Grand-Prix-Platzierungen
| Saison | Platz | Punkte |
| ------ | ----- | ------ |
| 2018   | 61.   | 003    |
| 2019   | 65.   | 006    |
| 2022   | 22.   | 043    |

### Continental-Cup-Platzierungen
| Saison  | Platz | Punkte |
| ------- | ----- | ------ |
| 2016/17 | 51.   | 052    |
| 2017/18 | 37.   | 122    |
| 2021/22 | 09.   | 446    |
| 2022/23 | 06.   | 431    |